# Delirios de amor
Delirios de amor és una pel·lícula de televisió estrenada el 1986, dirigida per Antonio González-Vigil amb guió del mateix González-Vigil, Luis Eduardo Aute i Félix Rotaeta, i protagonitzada per tot un repartiment d'actors de primera fila com Antonio Banderas, Fernando Fernán Gómez, Adolfo Marsillach, Rosario Flores, Amparo Muñoz, Pepe Navarro, Mario Gas, Terele Pávez i Ricardo Solfa.

## Argument
La pel·lícula és formada per un conjunt d'històries on se'ns conta com una ex-estrella televisiva i una actriu vinguda a menys viuen una història d'amor; un jove matrimoni es queden atònits davant una notícia apareguda en la premsa i és que ells mateixos es converteixen en la notícia; i un antiquari celebra una festa a la qual arriba una noia amb la que comença un romanç...

## Sèrie de televisió
L'èxit de la sèrie va fer que TVE estrenés una sèrie de televisió el 6 de juliol de 1989 com aposta transgressora, avantguardista, bizarra, i underground formada per 13 capítols d'històries d'amor atípiques en un escenari urbà, i totes dirigides per diferents directors, com Luis Eduardo Aute, Emma Cohen, Imanol Arias o Iván Zulueta.

## Capítols
- Párpados, d'Iván Zulueta.
  - Eusebio Poncela
  - Marisa Paredes
  - Lola Valverde
  - Patricia Valverde
  - Marta Fernández Muro

- Un instante en tu piel, d'Imanol Arias.
  - Isabel Ampudia
  - Fernando Guillén
  - Gustavo Pérez de Ayala
  - Pastora Vega

- Soleá, de Félix Rotaeta.
  - Mario Gas
  - Emma Suárez
  - Walter Vidarte

- Kiki, d'Adolfo Arrieta.
  - Xavier Grandès
  - Clara Sanchís

- Corazonada, d'Antonio González-Vigil.
  - Cristina Higueras
  - Ovidi Montllor

- 20.000 semanales, de G. García-Pelayo.
  - Abel Folk
  - Alejandra Grepi
  - Núria Hosta

- La pupila del éxtasis, de Luis Eduardo Aute.
  - Laura Bayonas
  - Ceesepe

- María de las Noches, d'Emma Cohen.
  - Carmen Balagué
  - Gabriel Garbisu
  - Francesc Orella
  - Vicky Peña

- El eterno adolescente, de Ceesepe.
  - Rossy de Palma
  - Lola Baldrich
  - El Gran Wyoming
  - Pedro Almodóvar

- El gran amor de Max Coyote, de Javier Memba.
  - Carlos Bravo
  - Cyra Toledo

- Es solo un juego, d'Antoni Capellà.
  - Lourdes Ferriol
  - Luis Suárez

- Amor y oportunidades, de Moncho Alpuente.
  - Ángel de Andrés López
  - Kiti Mánver

- El escritor de escritores, d'Eva Lesmes.
  - Manuel de Blas
  - Ana Gracia